# Guido Guidi II di Romena

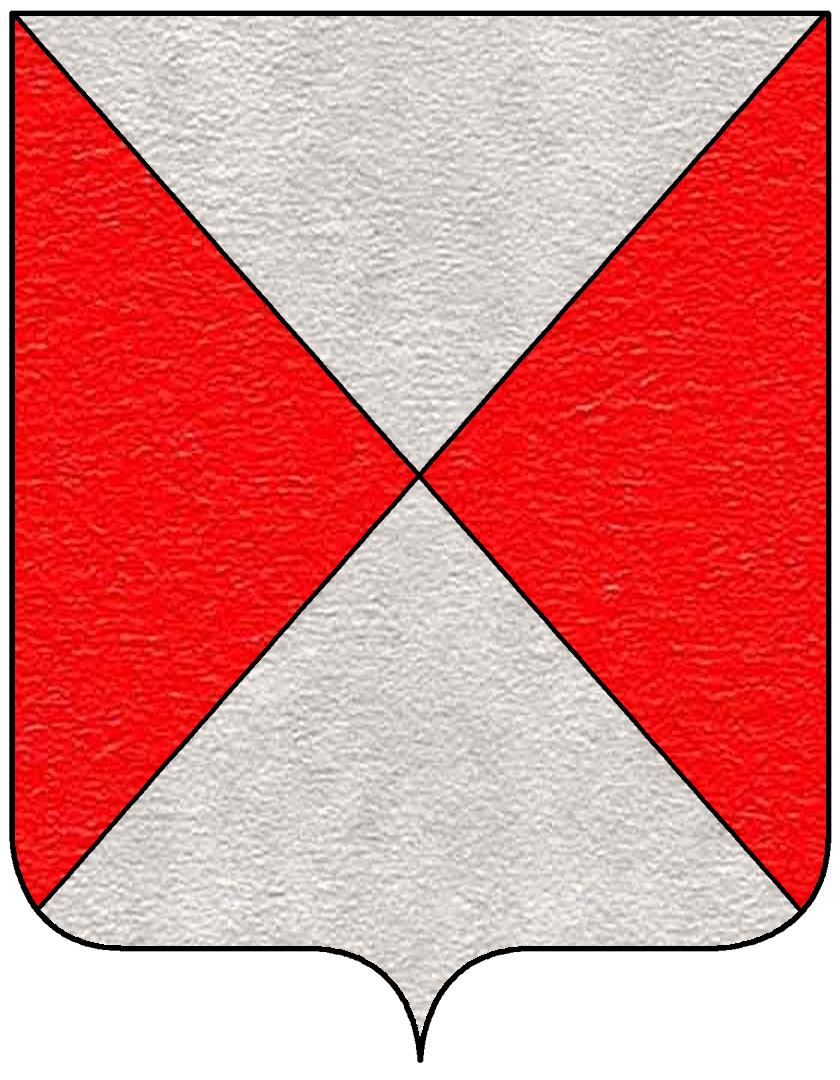
Stemma dei Guidi di Romena

Guido II di Romena (... – post 1283) apparteneva ai Conti Guidi del ramo del Castello di Romena.

## Biografia
Egli era figlio di Guido I di Romena e fratello di Aghinolfo, Ildebrandino, Alessandro, e altre due sorelle.
Nel 1283 fu podestà di Siena.
Egli è citato nella Divina Commedia (Inferno XXX, v. 77) come responsabile, con i fratelli, della morte di Mastro Adamo, che venne spinto da loro a falsificare il peso aureo del fiorino, prima di essere arrestato e arso vivo nel 1281. Egli viene citato come già morto nel 1300, data dell'ipotetico viaggio di Dante.